# Mitsuko Takara
Tamaki Sugako (japanisch 玉置 スガ子, bekannt unter dem Künstlernamen Mitsuko Takara 宝 みつ子, auch Mitzuko Takara; geb. am 10. Mai 1935, gest. am 11. November 2020) war eine japanische Schauspielerin. Außerhalb Japans war ihre bekannteste Rolle die der Sklavin Orphea, die sie 1962 in dem Monumentalfilm Sodom und Gomorrha an der Seite von Stewart Granger und Anouk Aimée spielte. Sie spielte in den 1960er Jahren in sieben Produktionen mit.

## Filmografie
- 1962: Kyujin ryoko
- 1962: Sodom und Gomorrha
- 1962: Ratai
- 1964: Korera no shiro
- 1965: Abashiri bangaichi: Hokkai hen
- 1968: Kuro tokage
- 1968: King Ping Meh – Chinesischer Liebesreigen